# Mattias Nilsson (konstnär)
Mattias Nilsson, född 18 september 1969 i Hudiksvall och uppväxt i Hyltebruk, är en svensk målare.
Nilsson är utbildad vid konstlinjen Folkuniversitetet i Lund 1997-1998, Ölands Konstskola i Skogsby 1998-1999 och 2000-2001 samt vid Wimbledon School of Art i London 1999-2000. Åren 2001-2010 var han verksam i Kalmar och på Öland, därefter på Orust. 
Nilsson har genomfört ett antal separatutställningar men också deltagit i samlingsutställningar. Han konst finns representerad i samlingar hos Kalmar kommun, Kalmar läns landsting, Borgholms kommun, Ölands Museum Himmelsberga, Mörbylånga kommun, Götene kommun, Högby kyrka, Orusts kommun, Region Halland, Härryda kommun, Stenungsunds kommun och Kungälvs kommun.  
Nilsson är medlem i Konstnärscentrum Väst och BUS samt tidigare i Åkerbokonstnärerna.